# Quasi-Stern
Ein Quasi-Stern ist in der Astronomie ein hypothetischer, extrem hell leuchtender und massereicher Stern, der in der Anfangszeit des Universums existiert haben könnte und anstelle eines Kerns ein Schwarzes Loch hat. Anders als heutige Sterne, die durch Kernfusion leuchten, entsteht die Energie eines Quasi-Sterns durch Material, das in das Schwarze Loch in seinem Innern fällt. Durch den ungewöhnlichen Aufbau solcher Objekte werden sie daher Quasi-Sterne genannt, da sie einen vollkommen anderen inneren Aufbau als andere Sterne haben.
Nicht zu verwechseln sind Quasi-Sterne daher mit supermassereichen Sternen, die zwar ebenfalls eine extrem große Masse haben, sich aber in ihrem inneren Aufbau deutlich unterscheiden. Die Bezeichnung Quasar steht zwar auch für „sternenartig“, beschreibt aber ebenfalls ein anderes astronomisches Objekt und ist von einem Quasi-Stern zu unterscheiden.

## Entstehung
Ein Quasi-Stern entsteht dann, wenn ein großer Protostern direkt zu einem Schwarzen Loch kollabiert und die äußeren Schichten des Protosterns massiv genug sind, der entstehenden Druckwelle standzuhalten und gleichzeitig nicht in das Schwarze Loch zu stürzen, so wie es bei heute beobachtbaren Supernovae geschieht. Ein Stern müsste mindestens 10.000 Sonnenmassen besitzen, um diese Bedingungen zu erfüllen.
Die Entstehung von Quasi-Sternen wäre nur in einer sehr frühen Phase des Universums möglich, bevor Wasserstoff und Helium mit schwereren Elementen durchmischt wurden. Damit würden sie zu den Population-III-Sternen zählen und wären deutlich größer als die größten heute existierenden Sterne.

## Innerer Aufbau
Das Schwarze Loch im Inneren des kollabierten Protosterns erzeugt eine große Menge Strahlung durch Material, das in das Schwarze Loch stürzt und sich dabei enorm aufheizt. Der dadurch entstehende konstante Strahlungsdruck wirkt der Schwerkraft entgegen, die das umliegende Material auf das Schwarze Loch zustürzen lässt. Dadurch entsteht ein Gleichgewicht, ganz ähnlich wie es bei modernen Sternen durch Kernfusion entsteht.
Quasi-Sterne hätten eine Oberflächentemperatur von über 10.000 Kelvin und eine Ausdehnung von über 10.000.000.000 Kilometern (oder 66,85 astronomische Einheiten) und wären damit so hell wie eine kleine Galaxie.

## Sonstiges
Quasi-Sterne hätten eine maximale Lebenszeit von etwa 7 Millionen Jahren, in der das in ihrem Inneren liegende Schwarze Loch um 1000 bis 10.000 Sonnenmassen anwachsen sollte. Diese Schwarzen Löcher könnten die Vorgänger von heutigen supermassiven Schwarzen Löchern sein.
Während ihrer Lebensdauer kühlen Quasi-Sterne auf eine Temperatur von 4000 Kelvin ab. Unterhalb dieser Temperatur endet das hydrostatische Gleichgewicht des Sterns, und seine äußeren Schichten hören auf zu leuchten und werden dadurch durchsichtig. Zurück bleibt nur das Schwarze Loch.